# Prêmio Bornancini
Prêmio Bornancini é um evento bianual que homenageia o designer industrial José Carlos Mário Bornancini e Nelson Ivan Petzold, criado pelo arquiteto José Pinheiro Bozzetti e realizado pela Associação dos Profissionais em Design do Rio Grande do Sul (APDesign).
O prêmio realizou sua 7ª edição em 2018, e tem por meta "reafirmar o papel do design como propulsor de inovação, visando a concretização de uma sociedade melhor para todos". Atualmente são 29 categorias, divididas em oito áreas do design, além dos prêmios de acadêmico do ano, profissional do ano e universidade do ano.

## Categorias
- Design de produto.
- Design visual.
- Design de ambientes.
- Design de moda.
- Design digital.
- Design de serviços.
- Design de embalagem.
- Inovação.
- Acadêmico do ano.
- Profissional do ano.
- Universidade do ano.